# 24/7 (3T)
24/7 è un brano del gruppo musicale statunitense 3T, estratto il 28 ottobre 1995 come secondo singolo dall'album Brotherhood.

## Video musicale
Il video musicale realizzato per accompagnare il singolo venne diretto da William Okuwah Garrett e venne girato quasi interamente nella storica Union Station di Los Angeles. Il video fu il primo che mostrava le abilità di ballerini dei tre fratelli, che accennano passi di danza e coreografie per quasi tutta la durata. La trama è incentrata su uno dei tre fratelli, Taryll, che si innamora di una ragazza vista alla stazione e cerca di seguirla mentre lei sta per salire a bordo di un treno in partenza ma il ragazzo non riesce a raggiungerla in tempo e tutto ciò che gli rimane di lei è il suo foulard nero. Il videoclip si apre e si chiude con l'immagine della mano di uno dei fratelli che regge un cronometro da taschino con impresso il simbolo dei 3T.

## Tracce
CD Maxi n°1
1. 24/7 (Radio Edit) – 3:56
2. 24/7 (Maurice's Radio Edit) – 4:35
3. 24/7 (Linslee's Master Mix) – 4:34
4. 24/7 (Linslee's Live Mix) – 4:34

CD-Maxi n°2
1. 24/7 (Album Version) – 3:56
2. 24/7 (Maurice's 24 Hour Club Mix) – 6:30
3. 24/7 (Maurice's 24/7 Dub) – 4:42
4. Anything (Spanish Version) – 4:34

## Classifiche
| Classifica (1996) | Posizione massima |
| ----------------- | ----------------- |
| Australia         | 29                |
| Germania          | 67                |
| Paesi Bassi       | 14                |
| Nuova Zelanda     | 21                |
| Svezia            | 28                |
| Svizzera          | 32                |
| Regno Unito       | 11                |